# Luxemburg op de Olympische Zomerspelen 1948
Luxemburg nam deel aan de Olympische Zomerspelen 1948 in Londen, Engeland. Het was de zesde deelname van Luxemburg.
Aan de in 1920 gewonnen zilveren medaille van Joseph Alzin werd ook deze editie geen medaille toegevoegd.
De turner Jean Kugeler was de enige Luxemburger die ook aan de vorige editie in 1936 deelnam. De drie atletes Catherine Bourkel, Mathilde Decker en Milena Ludwig waren de enige vrouwelijke deelneemsters.

## Deelnemers en resultaten

### Atletiek
| Olympiër          | Discipline             | Resultaat | Prestatie                                            |
| ----------------- | ---------------------- | --------- | ---------------------------------------------------- |
| Josy Barthel      | 800m (m)               | 15e       | serie 4: 3de in 1.54,8 halve finale 1: 6de in 1.54,6 |
| Josy Barthel      | 1500m (m)              | 10e       | serie 3: 3de in 3.56,4 finale: 10de in 3.56,9        |
| Paul Frieden      | 3000m steeplechase (m) | series    | serie 3: 8ste                                        |
| René Kremer       | tienkamp (m)           | DNF       | niet gefinisht                                       |
|                   |                        |           |                                                      |
| Tilly Decker      | 100m (v)               | series    | serie 2: 5de                                         |
| Tilly Decker      | 200m (v)               | 22e       | serie 5: 5de in 26,3                                 |
| Milena Ludwig     | verspringen (v)        | 25e       | kwalificatie: 25ste met 4,505m                       |
| Catherine Bourkel | hoogspringen (v)       | 14e       | 1,40m                                                |

### Boksen
| Olympiër       | Discipline | Resultaat | Prestatie                                           |
| -------------- | ---------- | --------- | --------------------------------------------------- |
| Roger Behm     | -54kg (m)  | 17e       | 1ste ronde: V van IRL Lenihan: punten               |
| Franz Ehringer | -60kg (m)  | 17e       | 1ste ronde: V van BRA Zumbano: punten               |
| Leon Roller    | -67kg (m)  | 9e        | 1ste ronde: vrij 2de ronde: V van AUS Boyce: punten |
| Jean Welter jr | -75kg (m)  | 9e        | 1ste ronde: vrij 2de ronde: V van HUN Papp: punten  |

### Kanovaren
| Olympiër                | Discipline     | Resultaat | Prestatie              |
| ----------------------- | -------------- | --------- | ---------------------- |
| Marcel Lentz            | K-1 1000m (m)  | 15e       | serie 1: 7de in 5.10,8 |
| Marcel Lentz            | K-1 10000m (m) | 13e       | 59.58,2                |
| René Fonck Jean Nickels | K-2 1000m (m)  | series    | serie 1: 5de in 4.41,7 |
| René Fonck Jean Nickels | K-2 10000m (m) | 15e       | 53.46,0                |

### Schermen
| Olympiër                                                             | Discipline     | Resultaat | Prestatie |
| -------------------------------------------------------------------- | -------------- | --------- | --- |
| Paul Anen                                                            | degen (m)      | 20e       | 1ste ronde groep 1: 4de met 3 overwinningen kwartfinale 5: 4de met 3 overwinningen                                                                           |
| Émile Gretsch                                                        | degen (m)      | 8e        | 1ste ronde groep 2: 2de met 4 overwinningen kwartfinale 3: 1ste met 5 overwinningen halve finale 2: 3de met 4 overwinningen finale: 8ste met 3 overwinningen |
| Jean-Fernand Leischen                                                | degen (m)      | 68e       | 1ste ronde groep 6: 8ste met 0 overwinningen |
| Jean-Fernand Leischen Paul Anen Émile Gretsch Gust Lamesch Erny Putz | degen team (m) | 7e        | 1ste ronde groep 3: 2de met 1 overwinning kwartfinale 4: 2de met 1 overwinning halve finale 2: 3de met 0 overwinningen                                       |
| Léon Buck                                                            | floret (m)     | 36e       | 1ste ronde groep 4: 5de met 3 overwinningen |
| Émile Gretsch                                                        | floret (m)     | 33e       | 1ste ronde groep 1: 5de met 5 overwinningen |
| Gust Lamesch                                                         | floret (m)     | 36e       | 1ste ronde groep 7: 5de met 3 overwinningen |

### Turnen
| Olympiër | Discipline               | Resultaat | Prestatie      |
| --- | ------------------------ | --------- | -------------- |
| Jos Bernard                                                                                                  | rekstok (m)              | 73e       | 32,0 punten    |
| Menn Krecke                                                                                                  | rekstok (m)              | 91e       | 27,35 punten   |
| Jey Kugeler                                                                                                  | rekstok (m)              | 56e       | 34,60 punten   |
| Pierre Schmitz                                                                                               | rekstok (m)              | 79e       | 31,20 punten   |
| René Schroeder                                                                                               | rekstok (m)              | 82e       | 30,30 punten   |
| Josy Stoffel                                                                                                 | rekstok (m)              | 76e       | 31,45 punten   |
| Polo Welfring                                                                                                | rekstok (m)              | 61e       | 33,90 punten   |
| Georges Wengler                                                                                              | rekstok (m)              | 99e       | 23,15 punten   |
| Jos Bernard                                                                                                  | brug (m)                 | 103e      | 26,70 punten   |
| Menn Krecke                                                                                                  | brug (m)                 | 94e       | 28,95 punten   |
| Jey Kugeler                                                                                                  | brug (m)                 | 53e       | 34,80 punten   |
| Pierre Schmitz                                                                                               | brug (m)                 | 101e      | 27,25 punten   |
| René Schroeder                                                                                               | brug (m)                 | 91e       | 29,25 punten   |
| Josy Stoffel                                                                                                 | brug (m)                 | 84e       | 31,20 punten   |
| Polo Welfring                                                                                                | brug (m)                 | 99e       | 27,45 punten   |
| Georges Wengler                                                                                              | brug (m)                 | 108e      | 23,75 punten   |
| Jos Bernard                                                                                                  | ringen (m)               | 78e       | 32,50 punten   |
| Menn Krecke                                                                                                  | ringen (m)               | 88e       | 31,40 punten   |
| Jey Kugeler                                                                                                  | ringen (m)               | 17e       | 37,30 punten   |
| Pierre Schmitz                                                                                               | ringen (m)               | 75e       | 32,70 punten   |
| René Schroeder                                                                                               | ringen (m)               | 44e       | 35,70 punten   |
| Josy Stoffel                                                                                                 | ringen (m)               | 40e       | 36,00 punten   |
| Polo Welfring                                                                                                | ringen (m)               | 81e       | 32,30 punten   |
| Georges Wengler                                                                                              | ringen (m)               | 81e       | 32,30 punten   |
| Jos Bernard                                                                                                  | paard voltige (m)        | 104e      | 19,75 punten   |
| Menn Krecke                                                                                                  | paard voltige (m)        | 90e       | 25,20 punten   |
| Jey Kugeler                                                                                                  | paard voltige (m)        | 56e       | 34,20 punten   |
| Pierre Schmitz                                                                                               | paard voltige (m)        | 99e       | 22,55 punten   |
| René Schroeder                                                                                               | paard voltige (m)        | 100e      | 21,50 punten   |
| Josy Stoffel                                                                                                 | paard voltige (m)        | 68e       | 32,50 punten   |
| Polo Welfring                                                                                                | paard voltige (m)        | 91e       | 25,00 punten   |
| Georges Wengler                                                                                              | paard voltige (m)        | 83e       | 28,25 punten   |
| Jos Bernard                                                                                                  | vloer (m)                | 88e       | 30,25 punten   |
| Menn Krecke                                                                                                  | vloer (m)                | 78e       | 32,15 punten   |
| Jey Kugeler                                                                                                  | vloer (m)                | 38e       | 36,10 punten   |
| Pierre Schmitz                                                                                               | vloer (m)                | 102e      | 25,80 punten   |
| René Schroeder                                                                                               | vloer (m)                | 45e       | 35,95 punten   |
| Josy Stoffel                                                                                                 | vloer (m)                | 47e       | 35,80 punten   |
| Polo Welfring                                                                                                | vloer (m)                | 71e       | 33,50 punten   |
| Georges Wengler                                                                                              | vloer (m)                | 98e       | 27,65 punten   |
| Jos Bernard                                                                                                  | sprong (m)               | 94e       | 31,20 punten   |
| Menn Krecke                                                                                                  | sprong (m)               | 66e       | 35,50 punten   |
| Jey Kugeler                                                                                                  | sprong (m)               | 36e       | 37,0 punten    |
| Pierre Schmitz                                                                                               | sprong (m)               | 60e       | 35,80 punten   |
| René Schroeder                                                                                               | sprong (m)               | 68e       | 35,30 punten   |
| Josy Stoffel                                                                                                 | sprong (m)               | 50e       | 36,40 punten   |
| Polo Welfring                                                                                                | sprong (m)               | 32e       | 37,10 punten   |
| Georges Wengler                                                                                              | sprong (m)               | 92e       | 31,60 punten   |
| Jos Bernard                                                                                                  | individuele meerkamp (m) | 91e       | 172,4 punten   |
| Menn Krecke                                                                                                  | individuele meerkamp (m) | 84e       | 180,55 punten  |
| Jey Kugeler                                                                                                  | individuele meerkamp (m) | 42e       | 214,0 punten   |
| Pierre Schmitz                                                                                               | individuele meerkamp (m) | 90e       | 175,3 punten   |
| René Schroeder                                                                                               | individuele meerkamp (m) | 80e       | 188,0 punten   |
| Josy Stoffel                                                                                                 | individuele meerkamp (m) | 64e       | 203,35 punten  |
| Polo Welfring                                                                                                | individuele meerkamp (m) | 77e       | 189,25 punten  |
| Georges Wengler                                                                                              | individuele meerkamp (m) | 96e       | 166,7 punten   |
| Jos Bernard Menn Krecke Jey Kugeler Pierre Schmitz René Schroeder Josy Stoffel Polo Welfring Georges Wengler | meerkamp team (m)        | 11e       | 1194,80 punten |

### Voetbal
| Olympiër | Discipline | Resultaat | Prestatie                                                            |
| --- | ---------- | --------- | -------------------------------------------------------------------- |
| Jean Feller Victor Feller Jules Gales Nicolas Kettel Lucien Konter Jim Kremer Benny Michaux Nicolas May Max Paulus Nicolas Pauly Fernand Schammel Remy Wagner | mannen     | 9e        | voorronde: W van Afghanistan: 6-0 1ste ronde: V van Joegoslavië: 1-6 |

### Wielersport
| Olympiër                                             | Discipline            | Resultaat | Prestatie      |
| ---------------------------------------------------- | --------------------- | --------- | -------------- |
| Robert Bintz                                         | wegwedstrijd (m)      | DNF       | niet gefinisht |
| Marcel Ernzer                                        | wegwedstrijd (m)      | DNF       | niet gefinisht |
| Henri Kellen                                         | wegwedstrijd (m)      | DNF       | niet gefinisht |
| Pitty Scheer                                         | wegwedstrijd (m)      | DNF       | niet gefinisht |
| Robert Bintz Marcel Ernzer Henri Kellen Pitty Scheer | wegwedstrijd team (m) | DNF       | niet gefinisht |

### Worstelen
| Olympiër         | Discipline | Resultaat | Prestatie                                                                                 |
| ---------------- | ---------- | --------- | ----------------------------------------------------------------------------------------- |
| Raymond Strasser | -62kg (m)  | 15e       | 1ste ronde: V van LIB Taha 2de ronde V van GER Weidner                                    |
| Nicolas Felgen   | -73kg (m)  | 8e        | 1ste ronde: V van FRA Chesneau 2de ronde W van SUI Diggelman 3de ronde: V van AUT Schmidt |

Afghanistan · Argentinië · Australië · België · Bermuda · Birma · Brazilië · Brits-Guiana · Canada · Ceylon · Chili · Colombia · Cuba · Denemarken · Egypte · Filipijnen · Finland · Frankrijk · Griekenland · Groot-Brittannië · Hongarije · Ierland · IJsland · India · Irak · Iran · Italië · Jamaica · Joegoslavië · Libanon · Liechtenstein · Luxemburg · Malta · Mexico · Monaco · Nederland · Nieuw-Zeeland · Noorwegen · Oostenrijk · Pakistan · Panama · Peru · Polen · Portugal · Puerto Rico · Republiek China · Singapore · Spanje · Syrië · Trinidad en Tobago · Tsjecho-Slowakije · Turkije · Uruguay · Venezuela · Verenigde Staten · Zuid-Afrika · Zuid-Korea · Zweden · Zwitserland